# Stade Déjerine

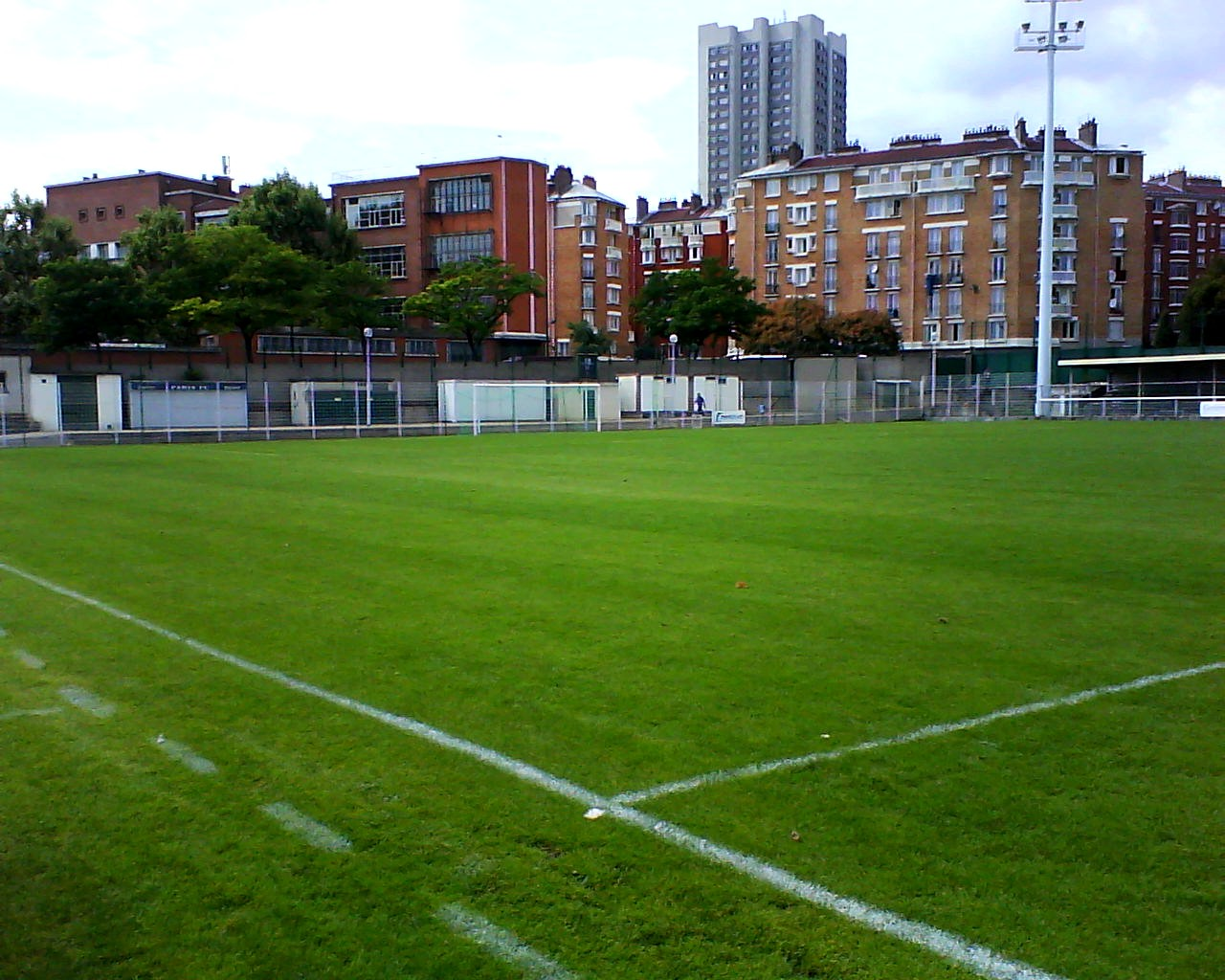
Das Stade Déjerine im August 2010

Das Stade Déjerine ist ein Fußballstadion in der französischen Hauptstadt Paris. Benannt ist es nach der Straße, an der es liegt, der Rue des docteurs Déjerine. Im Jahr 1984 wurde das Stadion renoviert für die Spiele des Paris FC. Seitdem trägt hier normalerweise der Fußballverein seine Heimspiele aus.
2006 musste sich der Club einen neuen Spielort suchen, da die Spielstätte veraltet war und den Bestimmungen des Verbandes nicht mehr entsprach. So zog man erst ins Stade Marville nach La Courneuve und ein Jahr später in die jetzige Spielstätte Stade Charléty. Mittlerweile wurde auf dem Spielfeld ein Kunstrasen verlegt.